# Horst Bender (SS-Mitglied)
Horst-Gerhard Bender (* 24. Februar 1905 in Lyck; † 8. November 1987) war ein deutscher Jurist und Oberster SS- und Polizeirichter im Persönlichen Stab des Reichsführers SS Heinrich Himmler, zuletzt im Rang eines SS-Oberführers.

## Biografie
Bender studierte nach dem Ende seiner Schullaufbahn Rechts- und Staatswissenschaften an den Universitäten Breslau und Königsberg. Nach Abschluss des Studiums war er als Rechtsanwalt in Lyck tätig.
Bender trat zum 1. August 1932 der NSDAP bei (Mitgliedsnummer 1.261.870) und trat der Allgemeinen SS nach der Machtübergabe an die Nationalsozialisten Anfang April 1933 bei (SS-Nummer 122.746). Bender trat 1937 hauptamtlich in den Dienst der SS-Verfügungstruppe ein, wo er dem Stab des Inspekteurs angehörte.

Ab dem 15. August 1939 gehörte er dem Hauptamt SS-Gericht an. Ab 1941 leitete er die Abteilung III im Kommandostab Reichsführer SS. Zudem wurde er Oberster SS- und Polizeirichter im Persönlichen Stab des Reichsführers SS. In einem Bericht des Reichsjustizministers Otto Georg Thierack über eine Besprechung mit Reichsführer SS Heinrich Himmler vom 18. September 1942 wird neben Staatssekretär Dr. Curt Rothenberger und SS-Gruppenführer Bruno Streckenbach auch SS-Obersturmbannführer Horst Bender erwähnt. Inhalt der Besprechung unter Punkt 2 war die 

„Auslieferung asozialer Elemente aus dem Strafvollzug an den Reichsführer SS zur Vernichtung durch Arbeit. Es werden restlos ausgeliefert die Sicherungsverwahrten, Juden, Zigeuner, Russen und Ukrainer, Polen über 3 Jahre Strafe, Tschechen oder Deutsche über 8 Jahre Strafe nach Entscheidung des Reichsjustizministers…“

Bender stieg im Januar 1945 bei der Waffen-SS bis zum SS-Oberführer auf.
Nach Kriegsende wurde er im Mai 1945 von Soldaten der US-Armee festgenommen und war danach bis Anfang Mai 1948 interniert. Währenddessen wurde er in einem Spruchkammerverfahren im Internierungslager Hammelburg als Mitläufer entnazifiziert. Im Juli 1947 wurde er im Rahmen des Nürnberger Juristenprozesses vernommen und im August 1948 in Wiesbaden staatsanwaltlich verhört. Während dieser Zeit lebte er in Rottach und war arbeitslos.
Später war er als Rechtsanwalt in Stuttgart tätig. Im Mai 1977 wurden staatsanwaltschaftliche Ermittlungen gegen Bender aus Mangel an Beweisen eingestellt, nachdem der Holocaustüberlebende Simon Wiesenthal Anfang der 1970er Jahre Anzeige gegen Bender erstattet hatte. Wiesenthal hatte ein Dokument Benders aus der Kriegszeit vorgelegt, in dem die Durchführung unautorisierter Judenerschießungen aus rein politischen Motiven nicht als Verbrechen klassifiziert wurden.